# Zus & Zo
Zus & Zo è un film olandese del 2001 diretto da Paula van der Oest. 

## Trama
Si avvicina il 33 esimo compleanno di Nino quando sorprende la sua famiglia annunciando il suo imminente matrimonio tra tre settimane.                                        Questa rivelazione sconvolge non solo sua madre ma anche le sue tre sorelle: Sonja, una scrittrice sposata con Hugo; Michelle, fortemente coinvolta in opere di beneficenza e sposata con Jan; e Wanda, un'artista single che ha avuto una relazione con Hugo. Tutte e tre le sorelle sono turbate dalla decisione di Nino, sapendo che è gay e convive con Felix da anni. Sospettano che il matrimonio sia finalizzato esclusivamente al bene di ereditare l'hotel del loro defunto padre, Paraíso, una promessa fatta a Nino se mai si fosse sposato, nonostante la sua mancanza di interesse romantico per le donne. 
Le sorelle affrontano Nino durante la sua visita all'anagrafe, dove incontrano la sua ragazza, Bo, che le sorprende con il suo calore. Nonostante il loro piano iniziale di separare Nino e Bo, non hanno successo. Nel frattempo, Sonja scopre la relazione tra Hugo e Wanda e si vendica includendo una scena nel suo nuovo articolo sulle fantasie femminili che coinvolgono lei e Jan.
Con l'avvicinarsi del matrimonio in Portogallo, Bo coinvolge le sorelle nei preparativi, ignaro delle loro intenzioni iniziali. Le sorelle alla fine rivelano la sessualità di Nino a Bo, che risponde positivamente, rivelando la sua consapevolezza e accettazione della relazione tra Nino e Felix. Tuttavia, il successivo annuncio di Bo della gravidanza del figlio di Nino complica le cose, portando Nino ad affrontare i propri dubbi e la consapevolezza di essere transgender.
Il giorno del matrimonio, la madre di Nino interviene invitando Felix, spingendo Nino a interrompere la cerimonia e confessare a Bo i suoi veri sentimenti. Bo sostiene la decisione di Nino di essere fedele a se stesso e facilita il suo ricongiungimento con Felix. L'ufficiale di stato civile procede al matrimonio di Nino e Felix lo stesso giorno.

## Riconoscimenti
- Candidatura all'Oscar al miglior film in lingua straniera 2002